# Tollien Schuurman
Tollina Wilhelmina (Tollien) Schuurman (Zorgvlied, 20 januari 1913 – Apeldoorn, 29 januari 1994) was een Nederlandse atlete. Zij was in de jaren dertig van de 20e eeuw een van de snelste vrouwen ter wereld en liep in 1932 als eerste vrouw de 100 m binnen de 12 seconden. Schuurman nam eenmaal deel aan de Olympische Spelen.
Ze was de voorloopster van Fanny Blankers-Koen op de sprintnummers en kreeg de bijnaam 'de vrouwelijke Berger'.

## Biografie

### Gymnastiek als basis
Tollien Schuurman werd als derde dochter in een onderwijzersgezin in het Drentse Zorgvlied geboren, maar groeide op in het Friese dorpje Rottevalle. Haar vader was daar hoofd van de lagere school. Ze was een sterke meid en bovendien snel. Zo snel, dat zij al gauw lid werd van de gymnastiekvereniging UDI uit Drachten. In de wintermaanden werd geturnd en in de zomermaanden atletiek beoefend.

### Records
In 1929 nam Schuurman voor het eerst deel aan wedstrijden en veroverde haar eerste medailles. Een jaar later liep zij als zeventienjarige in Joure eerst een Nederlands record op de 100 m. Later dat jaar, in augustus tijdens de Nederlandse kampioenschappen in Amsterdam, evenaarde zij op ditzelfde sprintonderdeel het wereldrecord van 12,0 s, een sensationele prestatie voor een meisje van die leeftijd. Bij de Wereldspelen voor vrouwen van 1930 in Praag behaalde Schuurman tweede plaatsen op de 100 en 200 m in 12,6 en 25,8.

### Als eerste onder de 12 seconden
In 1931 haalde Schuurman eerst in Huizum met een tijd van 10,3 een nationaal record op de 80 m. Kort daarna haalde ze een nationaal record in 11,2 op de 100 yd, een afstand die in die tijd nog redelijk vaak in Nederland werd gelopen. Dit was zelfs de snelste wereldtijd ooit, maar het record werd niet erkend als wereldrecord, omdat de vrouwenbond, Féderation Sportive Féminine Internationale (FSFI) die naast de IAAF als aparte bond opereerde, alleen wereldrecords op meterafstanden erkende.
In 1932 liep Schuurman als eerste vrouw ter wereld de 100 m onder de 12 seconden. Ze stelde het wereldrecord bij tot 11,9. Dit record zou ruim een jaar standhouden en ten slotte door Stanisława Walasiewicz worden verbeterd tot 11,8.

### Moederziel alleen
Tijdens de Olympische Spelen van 1932 in Los Angeles werd veel van haar verwacht. Ze was immers wereldrecordhoudster. Maar mentaal was Schuurman niet in topconditie. Enkele dagen voor het vertrek was haar trainer Jan Britstra ('Mijn steun en toeverlaat') door de KNAU aan de kant gezet. De gebrekkige begeleiding en de vermoeienissen van de langdurige boot- en hierop volgende treinreis braken de onervaren sprintster op. De eerste serie op de 100 m in Los Angeles won ze nog, maar in de halve finale ging het mis. Ze maakte een valse start en alle zelfvertrouwen was weg. Schuurman werd vierde; geen finaleplaats en dus geen olympisch goud. 'Ik voelde me moederziel alleen.' In een brief uit 1987 aan een Britse atletiekhistoricus, zou Schuurman overigens verklaren in Los Angeles veel steun en begrip te hebben ondervonden van haar ploeggenotes op de estafette. Toch kon de 4 x 100 m, waaraan zij later in het toernooi samen met Jo Dalmolen, Cor Aalten en Bep du Mee deelnam, het gevoel van teleurstelling niet wegnemen, al wordt het Nederlandse viertal verdienstelijk vierde in 47,6, dezelfde tijd als die van bronzenmedaillewinnaar Groot-Brittannië. De prestatie van het Nederlandse viertal lag weliswaar ver beneden het nationale record van 49,4, dat al op hun naam stond, maar is nooit als zodanig erkend, omdat de tijd van de vierde aankomende ploeg in Los Angeles niet officieel werd geklokt.

### Walasiewicz tweemaal geklopt in WR-tijd
Terug in Nederland trainde Schuurman hard voor de volgende Spelen in 1936 in Berlijn, waar een medaille haar ditmaal niet zou mogen ontgaan. In de jaren 1933 en 1934 werd ze opnieuw Nederlands kampioene op zowel de 100 als de 200 m en pakte ze bovendien goud bij het verspringen. Daarbij kwam dat zij in 1933, tijdens een invitatiewedstrijd in het Belgische Schaarbeek, olympisch kampioene Stanisława Walasiewicz in een rechtstreeks duel tweemaal klopte; eerst op de 100 m, waarin zij haar eigen, op dat moment nog geldende wereldrecord van 11,9 evenaarde, om het vervolgens op de 200 m nog eens dunnetjes over te doen en Walasiewicz in 24,6 te verslaan. Pas jaren later zou men erachter komen, dat dit in feite ook een wereldrecordtijd was, aangezien de op dat moment als zodanig te boek staande 24,1 van Walasiewicz, gelopen in 1932, op een rechte baan in Chicago was gerealiseerd en dus nooit goedgekeurd had mogen worden. Slechts een 200 m, gelopen op een baan mét bocht, komt hiervoor in aanmerking. De IAAF heeft deze fout overigens pas in de jaren tachtig ingezien en het record van Schuurman werd in 2007 alsnog zijn terechte plaats op de recordlijst gegeven.

### Geveld door zware blessure
Evenals vier jaar ervoor nam Schuurman in 1934 deel aan de Wereldspelen voor vrouwen, die ditmaal in Londen werden gehouden. De KNAU had haar ingeschreven voor alle sprintafstanden, te weten de 60, 100 en 200 m en de 4 x 100 m. Nadat zij op het eerste onderdeel, de 60 m, zowel haar serie als halve finale had gewonnen, ging het in de finale mis: ze liep een ernstige spierscheuring op, die haar het uitlopen van haar race belette en haar van verdere deelname uitsloot. De blessure schakelde haar voor de rest van het seizoen uit en zou, naar later bleek, zelfs het einde van haar atletiekloopbaan inluiden.

### Einde carrière
Nadat in 1933 Hitler aan de macht was gekomen, kwamen in huize-Schuurman de internationale ontwikkelingen ter sprake. Thuis werd veel gepraat over politiek. Haar ouders waren lid van de socialistische SDAP. Tollien herinnert zich de bijeenkomsten die haar moeder thuis voor de vrouwenafdeling organiseerde. Dan zaten ze bij een breiwerkje uren te praten over de partij en wat er allemaal in de wereld gebeurde. "Onze bewustwording van politiek werd vooral door mijn vader gestimuleerd; mijn opa was een van de eerste socialisten in Friesland. Vader en moeder discussieerden veel met ons over hoe het er in Duitsland aan toeging; over de terreur van de bruinhemden tegen de joden."
Toen Hitler liet weten dat in Berlijn geen joden mochten meedoen, was voor Tollien Schuurman de maat vol. De atlete, die sinds haar blessure in 1934 toch al geen stap meer op de atletiekbanen had gezet, had geen zin om nog in wedstrijden in Duitsland uit te komen en zeker niet aan de Olympische Spelen deel te nemen, die immers juist waren ingesteld om verbroedering tot stand te brengen! 'Ik loop niet voor Hitler en zijn trawanten. Ik ga niet mee naar Berlijn. Menselijke aspecten moeten niet worden gescheiden van de sport,' verdedigde ze zich tegenover kranten als De Telegraaf, die negatief berichtte over haar weigering en vond dat de atlete de politiek buiten de sport moest houden.
Opmerkelijk is, dat ook de KNAU verstoord reageerde op Schuurmans besluit en dat voorzitter Strengholt huize Schuurman zelfs persoonlijk bezocht om de Nederlandse topsprintster op andere gedachten te brengen. Er was door Schuurman sinds 1934 immers geen enkele prestatie meer geleverd, waarop men haar uitzending naar de Spelen in Berlijn had kunnen rechtvaardigen. Tegen die achtergrond was het, gegeven de politieke opvattingen binnen het gezin Schuurman, voor dochter Tollien dan ook niet moeilijk om bij haar besluit om niet deel te nemen, te blijven.
Zo kwam er een abrupt en vroeg einde aan de atletiekloopbaan van Tollien Schuurman. In de korte periode dat zij actief was veroverde ze negen Nederlandse titels, verdeeld over drie atletiekonderdelen: 100 m, 200 m en verspringen. Op de 100 en 200 m was zij bovendien jarenlang houdster van het nationale record. Het was ten slotte Fanny Blankers-Koen die Tollien Schuurmans tijden uit de Nederlandse recordboeken zou doen schrappen.
Daarnaast was Schuurman tweemaal betrokken bij de verbetering van het nationale record op de 4 x 100 m estafette. In 1931 liet ze op dit nummer samen met Cor Aalten, Bep du Mée en Lies Aengenendt de klokken stilstaan op 49,8. Een jaar later scherpte ze dit record verder aan tot 49,4, samen met Aalten, Du Mée en Dalmolen. Dit laatste record hield stand tot 1936, toen een team met een jonge Fanny Koen in de gelederen precies een seconde sneller liep.
Doordat Schuurman zich terugtrok kreeg de achttienjarige Fanny Koen de kans om zich internationaal te profileren, te beginnen op de Spelen in Berlijn.

### Van verdrinkingsdood gered
Na haar atletiekcarrière woonde Tollien Schuurman tot na de Tweede Wereldoorlog bij haar ouders, Riekele Schuurman en Dirkje Schuurman-Weening, te Apeldoorn. Zij was daar tandartsassistente en in haar vrije tijd leerde ze voor pedicure. Bovendien was ze sporttrainster. In 1946 behaalde ze haar middenstandsdiploma. Tijdens de zomer van 1948 redde zij het leven van twee meisjes die dreigden te verdrinken voor de kust van Vlieland.
In 1952 verhuisde zij naar Amsterdam, waar ze tot 1965 een bloeiende pedicure-praktijk had. Daarna vestigde ze zich als pedicure te Elspeet, waar zij samen met haar vriendin Bep Nühnen op een boerderij woonde. Zij overleed in 1994 op 81-jarige leeftijd. De atletiekvereniging AV Impala in Drachten heeft het plaatselijke atletiekcomplex naar haar genoemd.

## Nederlandse kampioenschappen
| Onderdeel   | Jaar                   |
| ----------- | ---------------------- |
| 100 m       | 1930, 1931, 1933, 1934 |
| 200 m       | 1931, 1933, 1934       |
| verspringen | 1933, 1934             |

## Persoonlijke records
| Onderdeel   | Prestatie      | Datum            | Plaats     |
| ----------- | -------------- | ---------------- | ---------- |
| 80 m        | 10,3 s (ex-NR) | 5 juli 1931      | Huizum     |
| 100 yd      | 11,2 s (ex-NR) | 30 augustus 1931 | Rijswijk   |
| 100 m       | 11,9 s (ex-WR) | 5 juni 1932      | Haarlem    |
| 200 m       | 24,6 s (ex-WR) | 13 augustus 1933 | Schaarbeek |
| verspringen | 5,27 m         | 13 augustus 1933 | Amsterdam  |

## Wereldrecords
| Onderdeel | Prestatie | Datum            | Plaats     | Verbeterd         |
| --------- | --------- | ---------------- | ---------- | ----------------- |
| 100 m     | 12,0 s    | 31 augustus 1930 | Amsterdam  | 5 juni 1932       |
| 100 m     | 11,9 s    | 5 juni 1932      | Haarlem    | 17 september 1933 |
| 200 m     | 24,6 s    | 13 augustus 1933 | Schaarbeek | 4 augustus 1935   |

## Palmares

### 60 m
- 1934: DNF Wereldspelen voor vrouwen (in ½ fin. 7,6 s)

### 100 m
- 1930:  NK – 12,0 s (ev. WR)
- 1930:  Wereldspelen voor vrouwen te Praag – 12,6 s
- 1931:  NK – 12,5 s
- 1932: 4e in ½ fin. OS – 12,4 s (in serie 12,2 s)
- 1933:  NK – 12,3 s
- 1934:  NK – 11,9 s

### 200 m
- 1930:  Wereldspelen voor vrouwen – 25,8 s
- 1931:  NK – 26,0 s
- 1933:  NK – 25,6 s
- 1934:  NK – 25,4 S

### verspringen
- 1933:  NK – 5,27 m
- 1934:  NK – 5,195 m

### 4 x 100 m
- 1932: 4e OS – 47,6 s